# Yuma (2012)
Yuma is een Pools-Tsjechische misdaadfilm uit 2012. De film vertelt het fictieve verhaal van de opkomst en ondergang van een crimineel net na de val van het communisme.

## Verhaallijn
Zyga is een Poolse jongen van begin 20, die zijn leven onder controle probeert te krijgen net na de val van het communisme. Door de chaos die ontstaat na de val komt Zyga terecht in een neerwaartse spiraal en belandt hij uiteindelijk op het criminele pad. Hij steekt de rivier over naar Duitsland om daar kapitalistische goederen te stelen en deze terug te smokkelen naar Polen. In zijn thuisland wordt Zyga gezien als een moderne Robin Hood. 
Het geld en de macht die Zyga met zijn praktijken verwerft worden uiteindelijk zijn ondergang.

## Rolverdeling
| Acteur               | Personage       |
| -------------------- | --------------- |
| Jakub Gierszał       | Zyga            |
| Krzysztof Skonieczny | Kula            |
| Jakub Kamieński      | Pijak           |
| Tomasz Kot           | Opat            |
| Katarzyna Figura     | Halinka         |
| Karolina Chapko      | Majka           |
| Magdalena Waligórska | Lidka           |
| Weronika Rosati      | Lidka           |
| Helena Sujecka       | Bajadera        |
| Malwina Wasilewska   | Klara           |
| Jerzy Schejbal       | Vader van Zyga  |
| Aldona Struzik       | Moeder van Zyga |
| Wojciech Czerwiński  | Nike            |
| Kazimierz Mazur      | Rysio           |
| Tomasz Schuchardt    | Ernest          |